# Jöklamanna
Jöklamanna o Jöklamenn (del nórdico antiguo: Hombres del glaciar) fue un clan familiar de Islandia, relacionados con los Myrmannaætta y Garðamanna. Su goðorð dominaba de forma independiente la región de Mýrasýsla.
Algunas fuentes consideran que los Jöklamenn y el clan Reykhyltingar eran la misma familia; otras teorías afirman que los Jöklamenn y Geitlendingar corresponde a la misma familia. De hecho la relación entre ambos y una cita del año 1234 hacen suponer que el goðorð llegó a pertenecer a Snorri Sturluson.

## Geitlendigar
Según las sagas nórdicas, los Geitlendigar llegaron a compartir el goðorð de Hofstaðir, Helgafell, Snæfellsnes con Tongu-Odd en el siglo IX.